# دیدیتسه
دیدیتسه (به چکی: Dědice) یک منطقهٔ مسکونی در جمهوری چک است که در منطقه تربیچ واقع شده‌است. دیدیتسه ۴٫۰۴ کیلومتر مربع مساحت و ۱۳۹ نفر جمعیت دارد و ۴۷۵ متر بالاتر از سطح دریا واقع شده‌است.